# 오장욱
오장욱(吳長煜, 1996년 5월 20일 ~ )은 대한민국의 바둑 기사이다.

## 약력
경기도 부천 출신으로 양천대일도장에서 이용수 사범에게 바둑을 배웠다. 제18회 LG배와 제41기 명인전 예선에 참가했고, 2013년 1회 Mlily 몽백합배 세계바둑오픈 8강에 진출했다. 2014년 1월, 133회 일반 입단대회를 통해 입단했다.
2014년 제1회 Let's Run PARK배 오픈토너먼트 본선에 진출했고, 같은해 12월에 2단으로 승단했다. 2016년, 3단으로 승단했다.